# Bastaardeikvaren
De bastaardeikvaren (Polypodium ×mantoniae) is een varen uit de eikvarenfamilie (Polypodiaceae). Het is een nothospecies, een natuurlijke hybride tussen twee soorten, de gewone eikvaren (Polypodium vulgare) en de brede eikvaren (Polypodium interjectum). De varen is onvruchtbaar.

## Naamgeving
- Synoniem: Polypodium vulgare nsubsp. mantoniae

## Kenmerken
De uiterlijke kenmerken van de bastaardeikvaren liggen tussen die van beide oudersoorten in. De vorm van de bladen lijkt op die van de brede eikvaren, maar de sporenhoopjes zijn ronder, minder ovaal, zoals die van de gewone. Ook de microscopische kenmerken zijn niet eenduidig. Het sporangium (sporendoosje) heeft een annulus (een verticale lijn van bijzondere, verdikte cellen van de sporangiumsteel tot de top, die een rol speelt bij het openen van het sporendoosje) met onderaan één of twee onverdikte basale cellen en daarboven tien tot dertien verdikte cellen, eveneens intermediaire kenmerken. De sporen van de bastaardeikvaren zijn onregelmatig van vorm, verschrompeld, leeg of integendeel groot en opgeblazen, maar steeds onvruchtbaar.

## Habitat
De bastaardeikvaren komt net als de gewone eikvaren voor op droge, voedselarme, vooral kalkhoudende grond, op zonnige tot halfbeschaduwde plaatsen, zoals in houtwallen, lichte loofbossen, op duinhellingen, oude muren en kaden, in knotwilgen en op boomstronken.

## Verspreiding en voorkomen
De bastaardeikvaren is een soort met een wijde verspreiding over Europa, hij is overal te vinden waar beide oudersoorten samen voorkomen, maar is steeds minder algemeen. Door verwarring met de gewone eikvaren wordt zijn voorkomen waarschijnlijk onderschat.
In België is hij onder meer aangetroffen op de Schans van Smoutakker in Antwerpen, in Nederland onder meer in Gelderland.

## Zeldzaamheid en bescherming
De bastaardeikvaren wordt in Vlaanderen en Nederland niet vermeld op de Rode lijsten.
... · P. azoricum · P. cambricum (Zuidelijke eikvaren) · P. interjectum (Brede eikvaren) · P. macaronesicum · P. vulgare (Gewone eikvaren) · P. ×mantoniae (Bastaardeikvaren) · ...